# Франковский, Бартош
Ба́ртош Франко́вский (пол. Bartosz Frankowski; род. 23 сентября 1986, Польша) — польский футбольный судья. Судья ФИФА с 2014 года.

## Карьера
Франковский начал работать футбольным судьёй во II Польской лиге в 2008 году, с 2010 года судил матчи I лиги, а с 2012 года ему доверяли работать на поединках в Польском высшем дивизионе. Свой первый матч в «Экстраклассе» он отработал 6 мая 2012 года между ГКС «Белхатув» и «Краковией».
В 2014 году он был включен в список судей ФИФА. 23 мая 2014 года он судил свой первый международный матч среди взрослых между сборными Словакией и Черногорией. 24 июля 2014 года он отработал свой первый матч в клубных соревнованиях УЕФА, судил встречу между шведским клубом ИФК «Гетеборг» и венгерским клубом «Дьер» во втором квалификационном раунде Лиги Европы УЕФА 2014/2015 годов.
Франковский работал на чемпионате Европы по футболу среди юношей до 17 лет а 2016 году в Азербайджане, на чемпионате Европы среди юношей до 19 лет в 2018 году в Финляндии и чемпионате Европы среди юношей до 21 года в 2021 году в Венгрии и Словении. Он также был видеоассистентом судьи на чемпионате мира по футболу среди юношей до 17 лет в 2019 году в Бразилии.
Франковский судил Финал Кубка Польши 2019 года между «Ягеллонией Белосток» и гданьской «Лехией». Работал на матчах в других странах, в том числе в японской лиге J1 в 2016 году и в профессиональной лиге Саудовской Аравии в сезоне 2018/19 года, а также в финале Кубка Молдовы 2018 года.
21 апреля 2021 года Франковский был выбран официальным лицом Евро-2020, который состоялся в июне и июле 2021 года.